# 문화전당역
문화전당(구도청)역(Asia Culture Center(Formerly Provincial Office)Station, 文化殿堂(舊道廳)驛)은 대한민국 광주광역시 동구 서남동에 있는 광주 도시철도 1호선의 전철역이다.

## 역사
- 1996년 2월 17일: 광주 도시철도 1호선 녹동역~상무역 구간 착공
- 2004년 4월 28일: 광주 도시철도 1호선 녹동역~상무역 구간 개통과 함께 도청역(道廳驛)으로 영업 개시
- 2006년 10월 17일: 도청역(道廳驛)에서 문화전당역(文化殿堂驛)으로 역명 변경

## 역명
2004년 4월 28일 개통 당시에는 인근에 전라남도청이 있었기 때문에 도청역(道廳驛)이라고 불렸으나 전라남도청이 2006년 10월 17일을 기해 전라남도 무안군 삼향읍 남악리로 이전함에 따라 인근에 새로 건설된 국립아시아문화전당에서 이름을 가져와 문화전당역(文化殿堂驛)으로 역명을 변경하였으며, 유상병기역명으로 구도청(舊道廳)을 사용하고 있다.

## 특징
역사 내에 5·18 광주 민주화 운동 홍보관이 있으며, 연결된 지하상가로 금남로4가역까지 걸어서 이동할 수 있다.

## 역 구조
이 역은 곡선의 여파로 인해 승강장과 열차 사이의 틈새가 넓으므로 승·하차시 발이 빠지지 않도록 주의하여야 한다. 출입구는 6개다.

### 승강장
1면 2선의 곡선 섬식 승강장을 갖춘 지하역이며, 완전밀폐형 스크린도어가 설치되어 있다.
| 남광주 ↑    |
| 하상 \|     |
| ↓ 금남로4가 |

| 상행 | ● 광주 도시철도 1호선 | 녹동 방면 |
| 하행 | ● 광주 도시철도 1호선 | 평동 방면 |

## 역 주변
- 국립아시아문화전당
- 동구청
- 서남동행정복지센터
- 광주서석초등학교
- 광주YMCA
- 광주중앙도서관
- 광주은행 남부지점
- 광주동부경찰서
- 장동교차로
- 동명동행정복지센터
- 구시청4거리
- 광주안과
- 광주대성학원
- 이연안과
- 황금치안센터
- 새마을금고 지산지점
- 국제보청기
- 충장로1가
- 광주교육과학연구원
- 광주여자고등학교
- 민주의종각
- 어린이문화원
- 문화정보원
- 문화생태공원
- 라마다플라자 광주호텔

## 승차량 변동
2006년까지의 양은 홈페이지를 통해 공개된 바는 없다. 이용률이 계속해서 줄어들고 있었다가 최근에 다시금 이용객이 늘어났다.
| 역 노선 | 승차 인원 | 승차 인원 | 승차 인원 | 승차 인원 | 승차 인원 | 승차 인원 | 승차 인원 | 승차 인원 | 승차 인원 | 승차 인원 | 승차 인원 |
| 역 노선 | 2007년    | 2008년    | 2009년    | 2010년    | 2011년    | 2012년    | 2013년    | 2014년    | 2015년    | 2016년    | 2017년    |
| ------- | --------- | --------- | --------- | --------- | --------- | --------- | --------- | --------- | --------- | --------- | --------- |
| 1호선   | 3911      | 3698      | 3584      | 3202      | 3059      | 3005      | 2930      | 2879      | 2939      | 3181      | 3295      |

## 인접한 역
| 광주 도시철도 1호선  | 광주 도시철도 1호선   | 광주 도시철도 1호선     |
| -------------------- | --------------------- | ----------------------- |
| 103 남광주 녹동 방면 | ● 광주 도시철도 1호선 | 105 금남로4가 평동 방면 |